# Урочище «Бобровицьке» (заповідне урочище)
Уро́чище «Бобро́вицьке» — заповідне урочище в Україні. Розташоване в межах Чернігівського району Чернігівської області, між селами Новоселівка і Вознесенське. 
Площа 224 га. Статус присвоєно згідно з рішенням Чернігівського облвиконкому від 24.04.1964 року № 236; від 10.06.1972 року № 303; від 28.08.1989 року № 164; від 31.07.1991 року № 159. Перебуває у віданні ДП «Чернігівське лісове господарство» (Чернігівське л-во, кв. 68-70). 
Статус присвоєно для збереження лісового масиву з насадженнями дуба. У домішку осика, береза та інші. 